# Dodge B Series
De Dodge B Series was de naam van twee verschillende voertuiglijnen van
het Amerikaanse merk Dodge:
- Een pick-up van 1948 tot 1953,
- Een bestelwagen van 1971 tot 2003.

## Pick-up

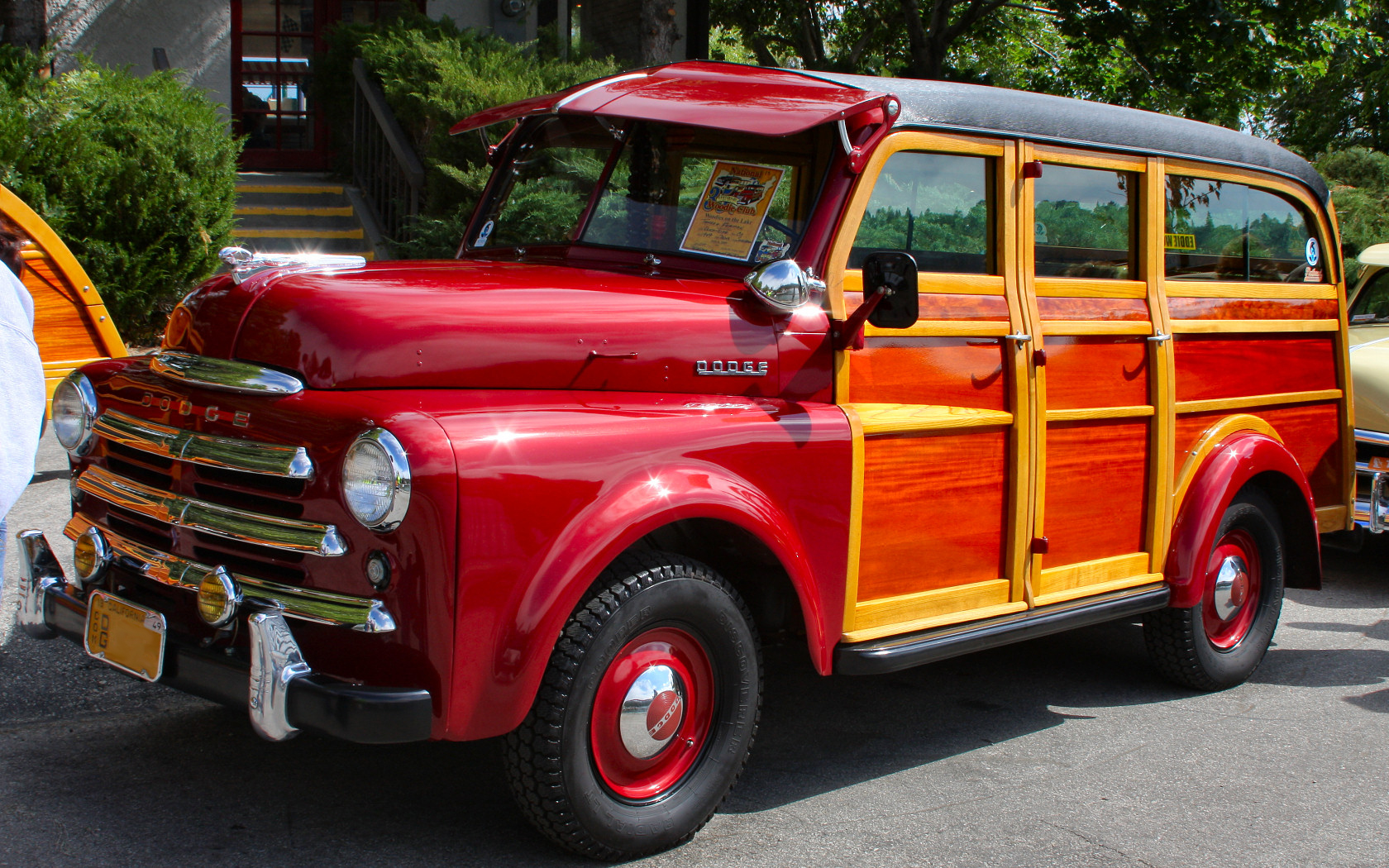
Dodge Suburban uit 1949.

De Dodge B Series pick-up werd verkocht van 1948 tot 1953 en werd
vervolgens opgevolgd door de Dodge C Series. Het model was ontwikkeld
op het chassis van de voorgaande vooroorlogse
Dodge Truck. De pick-up had een hoge cabine met veel glas voor een goed
wegoverzicht. Optioneel waren hoekruiten die om de achterste hoeken van de
cabine bogen en zo de dode hoek daar elimineerden.
Er waren drie modellen naar draagvermogen:
- Halve ton,
- Driekwart ton,
- Een ton.

## Bestelwagen

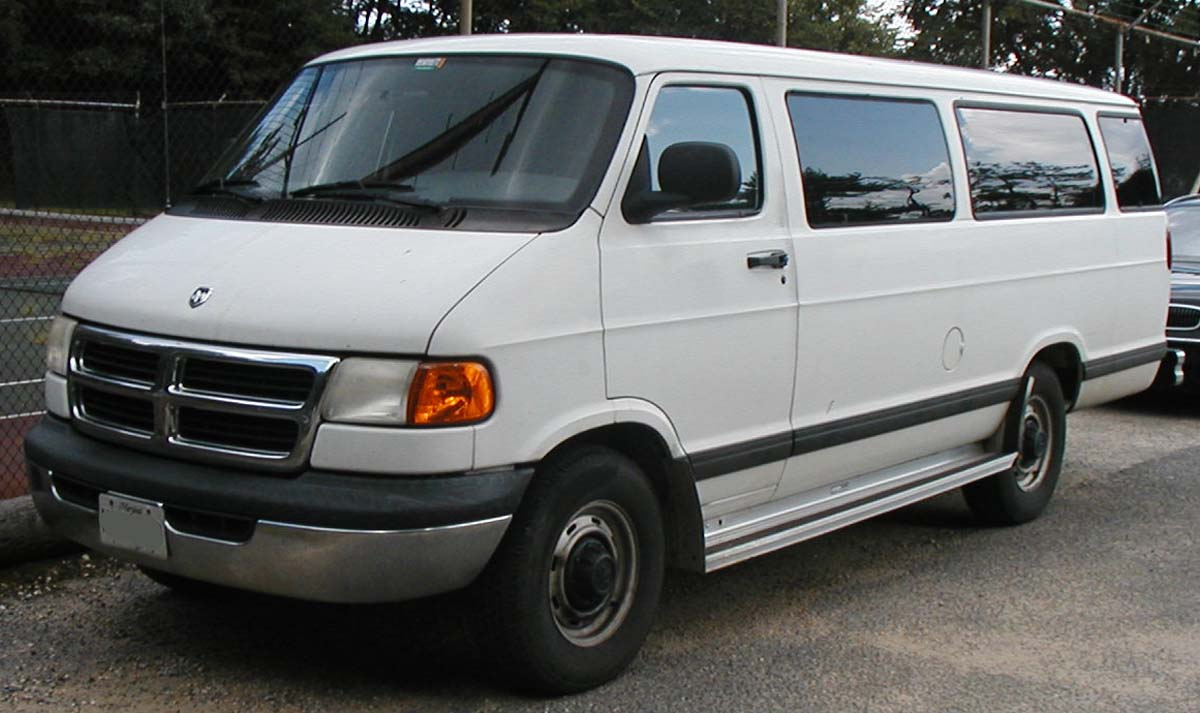
Dodge Ram Wagon, tweede generatie, 1994-2003.

De Dodge B Series bestelwagen werd verkocht van 1971 tot 2003. De
B Series volgde destijds de Dodge A Series op en werd zelf vervangen door
de Dodge Sprinter. Gedurende drie decennia werden
twee generaties gebouwd met de oorspronkelijke modelnummers B100, B200 en B300,
vanaf 1981 B150, B250 en B350 en vanaf 1995 B1500, B2500 en B3500.
De modelnamen waren:
- 1971-1980: Dodge (Custom/Royal) Sportsman (passagiers)
- 1971-1980: Dodge Tradesman (commercieel)
- 1974-1983: Plymouth Voyager (passagiers)
- 1981-2003: Dodge Ram Wagon (passagiers)
- 1981-2003: Dodge Ram Van (commercieel)

Tot 1979 werden ook B Series-chassis gemaakt voor kampeerauto's.